# Isla Treasure

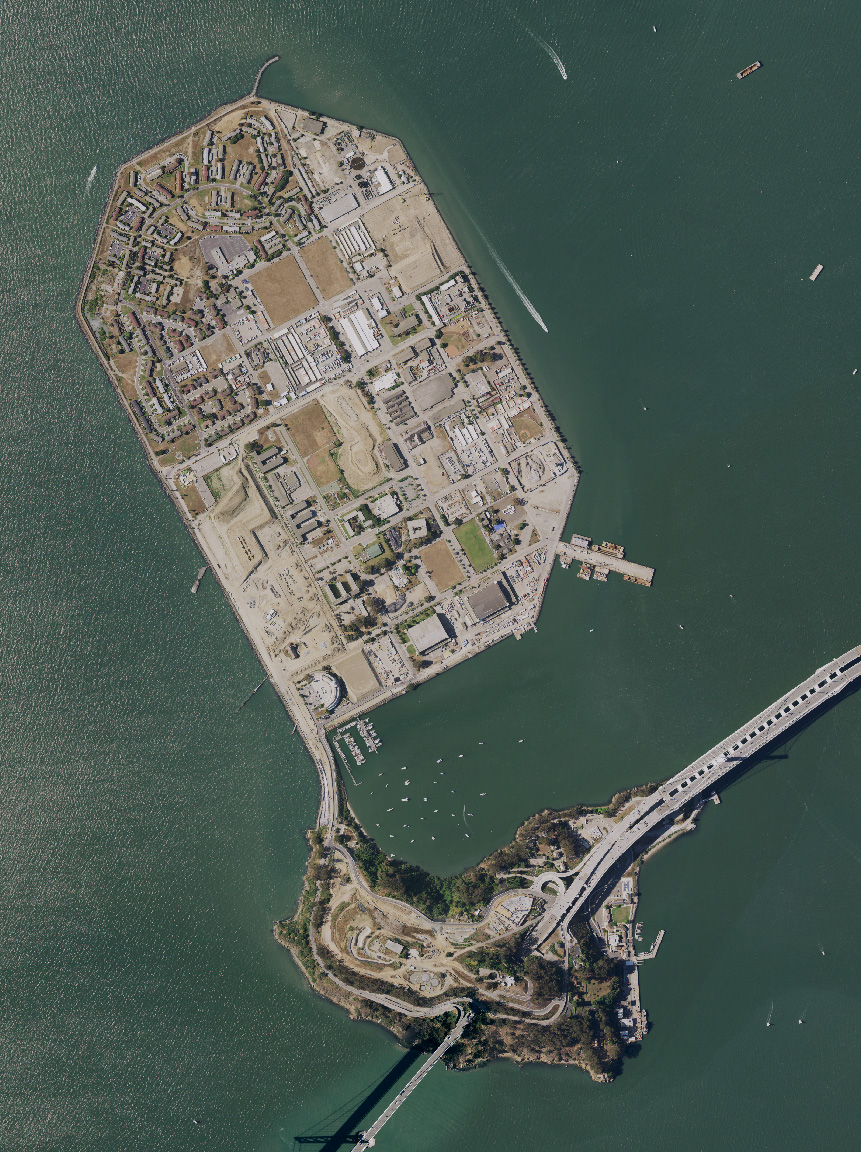
Treasure Island (arriba) y la isla de Yerba Buena Island (abajo) con la autopista Interestatal 80 en el túnel.

La Isla Treasure (en inglés, Treasure Island) es una isla artificial en la Bahía de San Francisco entre la propia ciudad de San Francisco y Oakland, así como un barrio de la ciudad sanfranciscana.

## Localización
La Isla Treasure está conectada con la Isla de Yerba Buena mediante un pequeño istmo. Fue creada en 1936 y 1937 mediante un llenado de dragado de la bahía para la Exposición Internacional Golden Gate. Según la Oficina del Censo de los Estados Unidos, la Isla de Yerba Buena y la Isla Treasure juntas tienen un área de tierra total de 2,34 km² con una población total de 1.453 habitantes en el censo de 2000. La isla recibió su nombre por la novela Treasure Island, de Robert Louis Stevenson, que vivió en San Francisco desde 1879 hasta 1880.
La isla forma parte totalmente de la ciudad y condado de San Francisco, cuyo territorio se extiende en la Bahía de San Francisco e incluye una punta de Alameda Island.